# Zapiece (Gaik)
Zapiece – część wsi Gaik w Polsce, położona w województwie świętokrzyskim, w powiecie pińczowskim, w gminie Działoszyce.
W latach 1975–1998 Zapiece administracyjnie należało do województwa kieleckiego.